# Ian Keith
Ian Keith, nato Keith Ross (Boston, 27 febbraio 1899 – New York, 26 marzo 1960), è stato un attore statunitense.

## Biografia
Iniziò la sua carriera nei teatri di Broadway intorno agli anni venti e debuttò nel cinema nel 1924. I suoi primi ruoli di rilievo giunsero all'inizio degli anni trenta, quando venne scritturato per il ruolo di John Wilkes Booth ne Il cavaliere della libertà di David Wark Griffith, ed ottenne il suo primo ruolo da protagonista nel film western Il grande sentiero (1930), per la regia di Raoul Walsh. 
Fu però sotto la direzione di Cecil B. DeMille che Ian Keith raggiunse l'apice del successo. Il grande regista lo scritturò infatti nel 1932 per Il segno della croce. Lavorò per DeMille in diversi film, interpretando sia ruoli positivi che personaggi negativi. Impegnato negli anni cinquanta anche sugli schermi televisivi, nel 1956 Keith fu nuovamente scritturato da DeMille, il quale gli affidò il ruolo di Ramses I nel suo celebre I dieci comandamenti, che - per l'attore - fu l'ultima apparizione sul grande schermo. 
Morì a New York nel 1960 per un infarto.

### Vita privata
Nel 1922 Ian Keith sposò l'attrice Blanche Yurka, già diva dell'opera poi passata ai teatri di Broadway e, quindi, al cinema. La loro unione finì nel 1926. Un secondo matrimonio con l'attrice Ethel Clayton fu celebrato nel 1928 a Minneapolis. I due divorziarono nel gennaio 1931 per poi risposarsi nuovamente poco tempo dopo. Anche questa volta l'unione finì in un divorzio: l'attore venne citato entrambe le volte per crudeltà e perché era dedito all'alcol.
Nel 1932 Keith si risposò con l'attrice hollywoodiana Fern Andra. La legalità delle nozze venne messa in dubbio e la cerimonia venne ripetuta nel 1934, ma terminò con il divorzio. In seguito si risposò con Hildegarde Pabst con cui rimase fino alla morte.

## Teatrografia
- The Silver Fox
- The Czarina
- As You Like It
- Laugh, Clown, Laugh!
- The Master of the Inn
- The Command Performance
- Queen Bee
- Firebird
- Hangman's Whip, di Norman Reilly Raine e Frank Butler (Broadway 24 febbraio 1933)
- Best Sellers
- King Richard II
- Robin Landing
- A Woman's a Fool - to Be Clever
- The Leading Lady
- Touchstone
- Saint Joan
- Edwin Booth
- The Andersonville Trial

## Filmografia parziale

### Cinema
- Maschietta (Manhandled), regia di Allan Dwan (1924)
- Lacrime di madre (Her Love Story), regia di Allan Dwan (1924)
- Christine of the Hungry Heart, regia di George Archainbaud (1924)
- Il passo del destino (Love's Wilderness), regia di Robert Z. Leonard (1924)
- Enticement, regia di George Archainbaud (1925)
- My Son, regia di Edwin Carewe (1925)
- The Talker, regia di Alfred E. Green (1925)
- La torre delle menzogne (The Tower of Lies), regia di Victor Sjöström (1925)
- The Greater Glory, regia di Curt Rehfeld (1926)
- Il giglio (The Lily), regia di Victor Schertzinger (1926)
- Prince of Tempters, regia di Lothar Mendes (1926)
- The Truthful Sex, regia di Richard Thomas (1926)
- Gli amori di Sonia (The Love of Sunya), regia di Albert Parker (1927)
- Convoy, regia di Joseph C. Boyle (1927)
- Notte d'Arabia (Two Arabian Knights), regia di Lewis Milestone (1927)
- Trafalgar (The Divine Lady), regia di Frank Lloyd (1929)
- Prisoners, regia di William A. Seiter (1929)
- Light Fingers, regia di Joseph Henabery (1929)
- Il bandito e la signorina (The Great Divide), regia di Reginald Barker (1929)
- Prince of Diamonds, regia di Karl Brown e A.H. Van Buren (1930)
- Il cavaliere della libertà (Abraham Lincoln), regia di David Wark Griffith (1930)
- Il grande sentiero (The Big Trail), regia di Raoul Walsh (1930)
- Cortigiana (Susan Lenox: Her Fall and Rise), regia di Robert Z. Leonard (1931)
- Il segno della croce (The Sign of the Cross), regia di Cecil B. DeMille (1932)
- La regina Cristina (Queen Christina), regia di Rouben Mamoulian (1933)
- Cleopatra, regia di Cecil B. DeMille (1934)
- I tre moschettieri (The Three Musketeers), regia di Rowland V. Lee (1935)
- Hollywood Extra Girl (documentario), regia di Herbert Moulton (1935)
- L'uomo senza volto (The Preview Murder Mystery), regia di Robert Florey (1936)
- Maria di Scozia (Mary of Scotland), regia di John Ford (1936)
- Legione bianca (White Legion), regia di Karl Brown (1936)
- I filibustieri (The Buccaneer), regia di Cecil B. DeMille (1938)
- Lo sparviero del mare (The Sea Hawk), regia di Michael Curtiz (1940)
- Paradiso proibito (All This, and Heaven Too), regia di Anatole Litvak (1940)
- I difensori della legge (Under Western Skies), regia di Jean Yarbrough (1945)
- Nel mar dei Caraibi (The Spanish Maid), regia di Frank Borzage (1945)
- Dick Tracy contro Cueball (Dick Tracy vs. Cueball), regia di Gordon Douglas (1946)
- Il dilemma di Dick Tracy (Dick Tracy's Dilemma), regia di John Rawlins (1947)
- La fiera delle illusioni (Nightmare Alley), regia di Edmund Goulding (1947)
- Ambra (Forever Amber), regia di Otto Preminger (1947)
- I tre moschettieri (The Three Musketeers), regia di George Sidney (1948)
- Lo scudo dei Falworth (The Black Shield of Falworth), regia di Rudolph Maté (1954)
- Anonima delitti (New York Confidential), regia di Russell Rouse (1955)
- Il mostro dei mari (It Came from Beneath the Sea), regia di Robert Gordon (1955)
- Duello sul Mississippi (Duel on the Mississippi), regia di William Castle (1955)
- I dieci comandamenti (The Ten Commandments), regia di Cecil B. DeMille (1956)

### Televisione
- The Doctor – serie TV, episodio 1x39 (1953)
- Le avventure di Jet Jackson (Captain Midnight) – serie TV, episodio 1x15 (1954)

## Doppiatori italiani
- Carlo Lombardi in La regina Cristina
- Giulio Donadio in Cleopatra
- Gaetano Verna in Il segno della croce (ridoppiaggio 1947)
- Giorgio Capecchi in Cleopatra (ridoppiaggio 1950)
- Mario Ferrari in I tre moschettieri
- Emilio Cigoli in Maria di Scozia (ridoppiaggio 1952)
- Mario Besesti in Lo scudo dei Falworth
- Achille Majeroni in I dieci comandamenti